# Alcee Hastings

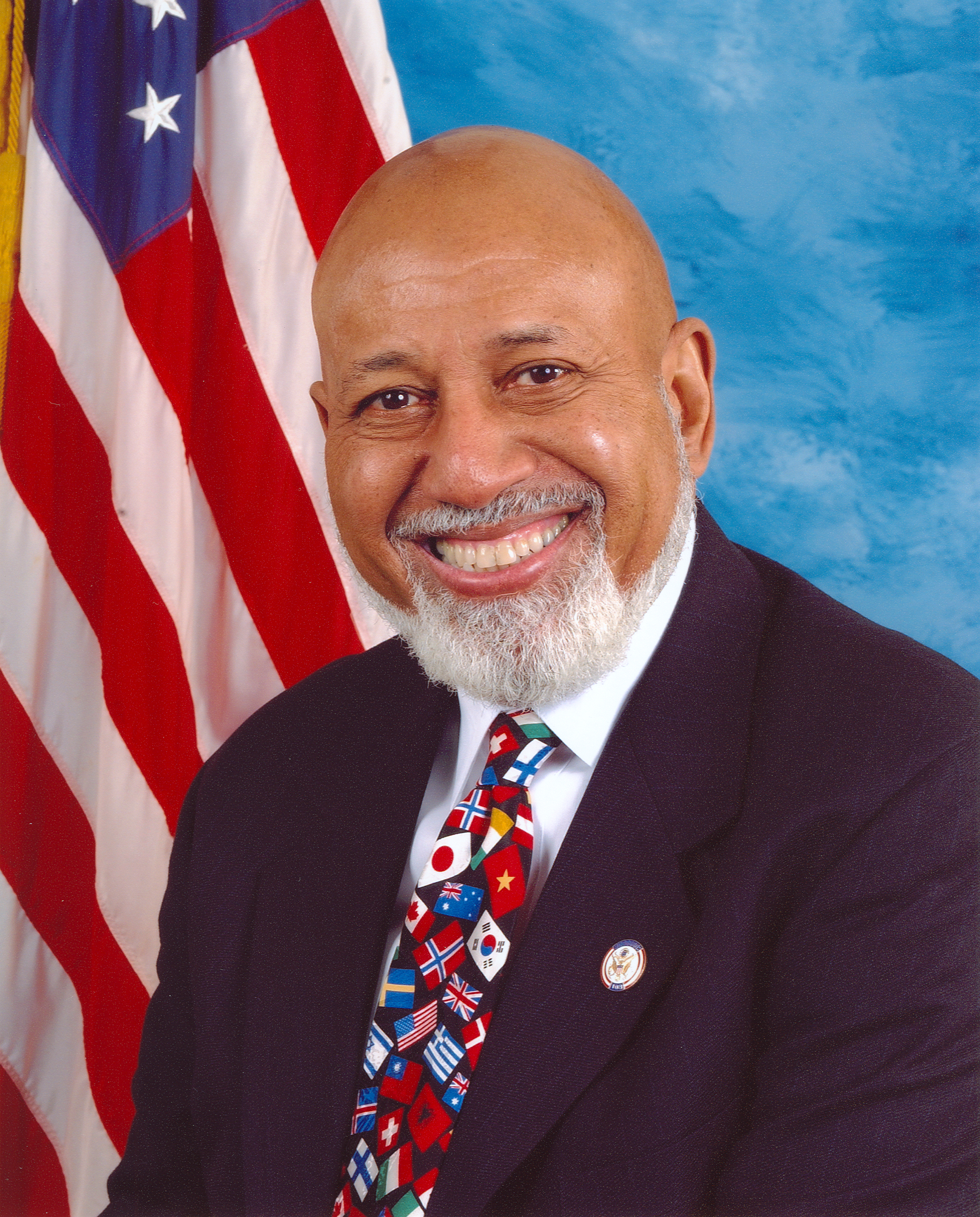
Alcee Hastings (2008)

Alcee Lamar Hastings (* 5. September 1936 in Altamonte Springs, Seminole County, Florida; † 6. April 2021 in Washington, D.C.) war ein US-amerikanischer Jurist und Politiker der Demokratischen Partei. Von Januar 1993 bis zu seinem Tod im April 2021 vertrat er den Bundesstaat Florida im US-Repräsentantenhaus. Zuerst für den 23. Distrikt und ab 2013 für den 20. Distrikt.

## Werdegang
Alcee Hastings besuchte bis 1953 die Crooms Academy in Sanford und studierte danach bis 1958 an der Fisk University in Nashville (Tennessee) wo er mit einem Bachelor of Arts abschloss. Im Anschluss besuchte er zwischen 1958 und 1960 die Howard University School of Law. Danach studierte er Jura an der Florida Agricultural and Mechanical University in Tallahassee, dass er 1963 mit einem Juris Doctor (J.D.) beendete. Nach seiner Zulassung als Rechtsanwalt begann er in seinem Beruf zu arbeiten.
Alcee Hastings war geschieden und lebte in Miramar. 2019 wurde bei Hastings Bauchspeicheldrüsenkrebs diagnostiziert, an dem er am 6. April 2021 im Alter von 84 Jahren starb.

## Politik
Politisch wurde Hastings Mitglied der Demokratischen Partei. Im Jahr 1970 scheiterte er in der Primary seiner Partei für die Wahl zum US-Senat.
Von 1977 bis 1979 war Hastings Bezirksrichter im Broward County. Danach fungierte er von 1979 bis 1989 als Richter am Bundesbezirksgericht für den südlichen Teil des Staates Florida. Während dieser Zeit geriet er unter Korruptionsverdacht. Im Jahr 1981 wurde er von diesem Verdacht freigesprochen. Die Untersuchungen gingen aber weiter und im Jahr 1989 wurde Hastings vom US-Senat wegen Bestechung und Meineids seines Richteramtes enthoben. Es wurde ihm aber nicht untersagt, weiterhin andere öffentliche Ämter auszuüben.
Trotz dieser Affäre wurde Hastings wieder in der Politik aktiv. Im Jahr 1990 kandidierte er für das Amt des Secretary of State von Florida, unterlag aber dem republikanischen Amtsinhaber James C. Smith. Bei den Kongresswahlen des Jahres 1992 wurde er im neu geschaffenen 23. Kongresswahlbezirk seines Staates in das US-Repräsentantenhaus in Washington, D.C. gewählt, wo er am 3. Januar 1993 sein neues Mandat antrat. Er konnte auch alle folgenden 14 Wahlen zwischen 1994 und 2020 ebenfalls gewinnen. Sein schlechtestes Ergebnis hatte er im Jahr 1996 mit 73,5 %. Er blieb mehrfach ohne Gegenkandidaten und konnte sich viermal, in den Jahren 1994, 1998, 2004 und 2006, mit 100 Prozent der Stimmen durchsetzen. Ab 2013 vertrat er den 20. Wahlbezirk seines Staates. Seine letzte, insgesamt 15. Legislaturperiode im Repräsentantenhaus des 117. Kongresses lief noch bis zum 3. Januar 2023. Seine Nachfolge trat am 11. Januar 2022 seine Parteikollegin Sheila Cherfilus-McCormick an. Die bereits bei der letzten Wahl gegen Hastings angetreten war.

### Ausschüsse
Hastings war zuletzt Mitglied in folgenden Ausschüssen des Repräsentantenhauses:
- Committee on Rules
  - Legislative and Budget Process

Außerdem war er Mitglied der Kommission über Sicherheit und Zusammenarbeit in Europa (U.S. Helsinki Commission) und zuletzt deren Vorsitzender. Er war zuvor auch Mitglied des Select Committee on Intelligence.